# Zsigmond
A Zsigmond férfinév, mely a germán eredetű német Siegmund, Sigismund névből származik. Elemeinek jelentése: győzelem + védelem.

## Gyakorisága
Az 1990-es években igen ritka név, a 2000-es években nem szerepel a 100 leggyakoribb férfinév között.

## Névnapok
- május 1.[2]
- május 2.[2]

## Híres Zsigmondok
„Zsigmond” utónevű személyek szócikkeinek listája a Wikidata alapján